# Austin & Ally
Austin & Ally is een Amerikaanse muzikale sitcom, die sinds 2011 wordt uitgezonden op Disney Channel De serie is gecreëerd door Kevin Kopelow en Heath Seifert, de schrijvers en producenten van Disney Channel series zoals Sonny with a Chance en Jonas L.A.. De productie van de pilotaflevering is begonnen in februari 2011. Op 25 mei 2011 heeft Disney Channel bekendgemaakt dat Austin & Ally vanaf 2 december 2011 wordt uitgezonden. Een preview van de serie werd uitgezonden na de film Good Luck Charlie, It's Christmas! en trok 5.7 miljoen kijkers in de Verenigde Staten.
In maart werd bekendgemaakt dat na het succes van de eerste serie, de serie een tweede seizoen zou krijgen. De productie start in de zomer van 2012, na de opnames van Teen Beach Movie, de Disney Channel Original Movie waar Ross Lynch een hoofdrol speelt. Op 6 februari 2015 verklaarde Laura Marano dat het vierde seizoen het laatste seizoen zal zijn.

## Verhaal
De serie volgt twee heel verschillende mensen, Austin Moon een musicus en zanger en Ally Dawson een briljante maar verlegen songwriter en hun beste vrienden Trish en Dez. Zonder dat Ally het weet gebruikt Austin een nummer van haar en is Austin uitgegroeid tot een lokale sensatie. Wanneer Trish Ally overtuigt om de hele wereld te vertellen over het nummer dat Austin van haar had gebruikt, smeekt Austin Ally om nog een lied voor hem te schrijven. Ze combineren hun goede talent om later een tour te kunnen maken

## Rolverdeling

### Vaste rollen
| Acteur/Actrice  | Personage          | Status    |
| --------------- | ------------------ | --------- |
| Ross Lynch      | Austin Monica Moon | 2011-2016 |
| Laura Marano    | Ally Dawson        | 2011-2016 |
| Raini Rodriguez | Trish De La Rosa   | 2011-2016 |
| Calum Worthy    | Dez Wade           | 2011-2016 |

### Terugkerende rollen
| Acteur/Actrice | Personage     | Status    |
| -------------- | ------------- | --------- |
| Andy Miller    | Lester Dawson | 2011-2016 |
| Cole Sand      | Nelson        | 2011-2016 |
| Noah Centineo  | Dallas        | 2011-2016 |

## Afleveringen
| Seizoen | Afleveringen | Uitgezonden US                                       | Uitgezonden US    | Uitgezonden NL/VL                                   | Uitgezonden NL/VL |
| Seizoen | Afleveringen | Seizoenspremiere                                     | Seizoensfinale    | Seizoenspremiere                                    | Seizoensfinale    |
| ------- | ------------ | ---------------------------------------------------- | ----------------- | --------------------------------------------------- | ----------------- |
| 1       | 19           | 2 december 2011 (preview) 4 december 2011 (première) | 9 september 2012  | 5 mei 2012 (sneak peak) 20 juli 2012 (afleveringen) | 23 november 2012  |
| 2       | 26           | 7 oktober 2012                                       | 29 september 2013 | 3 mei 2013                                          | 4 oktober 2013    |
| 3       | 22           | 27 oktober 2013                                      | 23 november 2014  | 13 juni 2014                                        | 27 februari 2015  |
| 4       | 20           | 18 januari 2015                                      | 10 januari 2016   | 17 juli 2015                                        | 22 januari 2016   |